# أجر

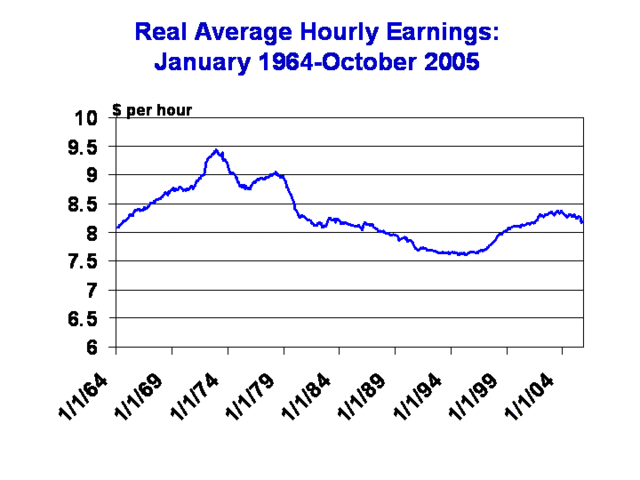

الأجر، وفقا لمفهوم الاقتصاديين الليبراليين هو عائد العمل. والأجير أو العامل في الاقتصاد الرأسمالي هو الشخص الذي يبيع قوة عمله لرب العمل مقابل شراء قوة العمل. ففي هذا الاقتصاد تعتبر قوة العمل- أو القدرة عليه- سلعة تباع وتشترى، ولها قيمة مبادلة معينة، أو ثمن معينن تتحد طبقا لنفس القوى التي تحدد قيم أو ثمن أي سلعة أخرى وقد أوضح الاقتصاديون الليبراليون الأول الذين وضعوا أسس الفكر النظري للاقتصاد الرأسمالي أن العمل، شأنه في ذلك شأن كل سلعة، تتحدد له قيمة مبادلة معينة، وهذه القيمة يسمح به فقط بالمحافظ على حياته وحياة أسرته، وأن الأجر الذي يناله هو مجموع قيم السلع اللازمة للاستهلاك الضروري للعامل، أي للاستهلاك الذي يسمح له فقط بالمحافظة على حياته وحياة أسرته، وأن الأجر الذي يناله العامل يميل دائما إلى التساوي مع هذه القيمة. ويلاحظ بعض الاقتصاديين المعاصرين أن هناك تطور قد حدث في سوق العمل في البلاد الرأسمالية المتقدمة، حيث لم تعد سوقا حرة، بل أصبحت تتميز بالتنظيمات الاحتكارية من جانب أرباب العملب، وبالتنظيمات النقابية الضاغطة من جانب العمال، ومما يجعل الأجر يتحدد طبقا لنظرية الاحتكار من جانبين، حيث يميل الأجر إلى أن يتحدد في صالح الجانب الذي تكون له قوة ضغط أكبر على الجانب الآخر. ويقوم هذا الصراع في تحديد الأجر، على فرضية أن الأجر يجب أن يعكس الإنتاجية الجدية للعامل، بينما يحاول صاحب العمل غالبا إعطاء العامل أجرا أقل من الإنتاجية الجدية لكي يحقق نسبة أكبر من الأرباح لنفسه، مما يشكل ما يعرف ب فائض القيمة الذي ينتج عن تراكم رأس المال . أما في الاقتصاديات الاشتراكية فالدولة هي التي تتولى تحديد الأجور، وهي تراعي في ذلك تحقيق مستوى إنساني لائق لحياة العامل، كما تراعي كذلك عن طريق نظام الحوافز مكافأة العامل ذي الإنتاجية المرتفعة، طبقا لما تضعه خطة الدولة من أهداف وأسس ومعايير.